# 德國啤酒

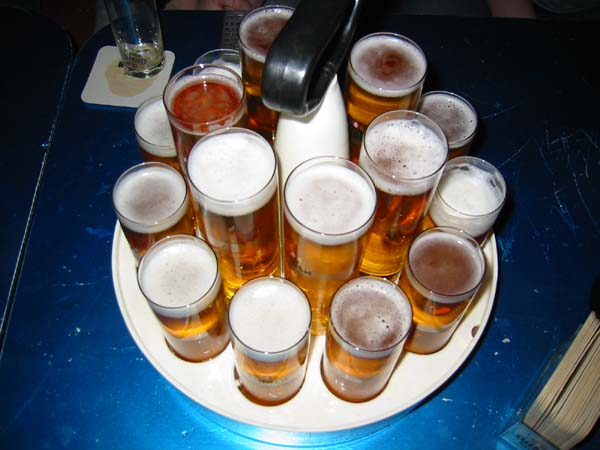
一 Kranz (一種特殊托盤) 的新鮮科隆啤酒，通常由啤酒館侍者("Köbes")端送，而Kranz包含傳統的直身杯("Stange")，並在中心有一個更大的現代酒杯。

啤酒是德國文化的重要部分。德國啤酒是按照啤酒純釀法釀造的，只允許水、啤酒花和麥芽作為原料，並規定不完全使用大麥麥芽（如小麥啤酒）的啤酒必須經過上層發酵。